# Varamon

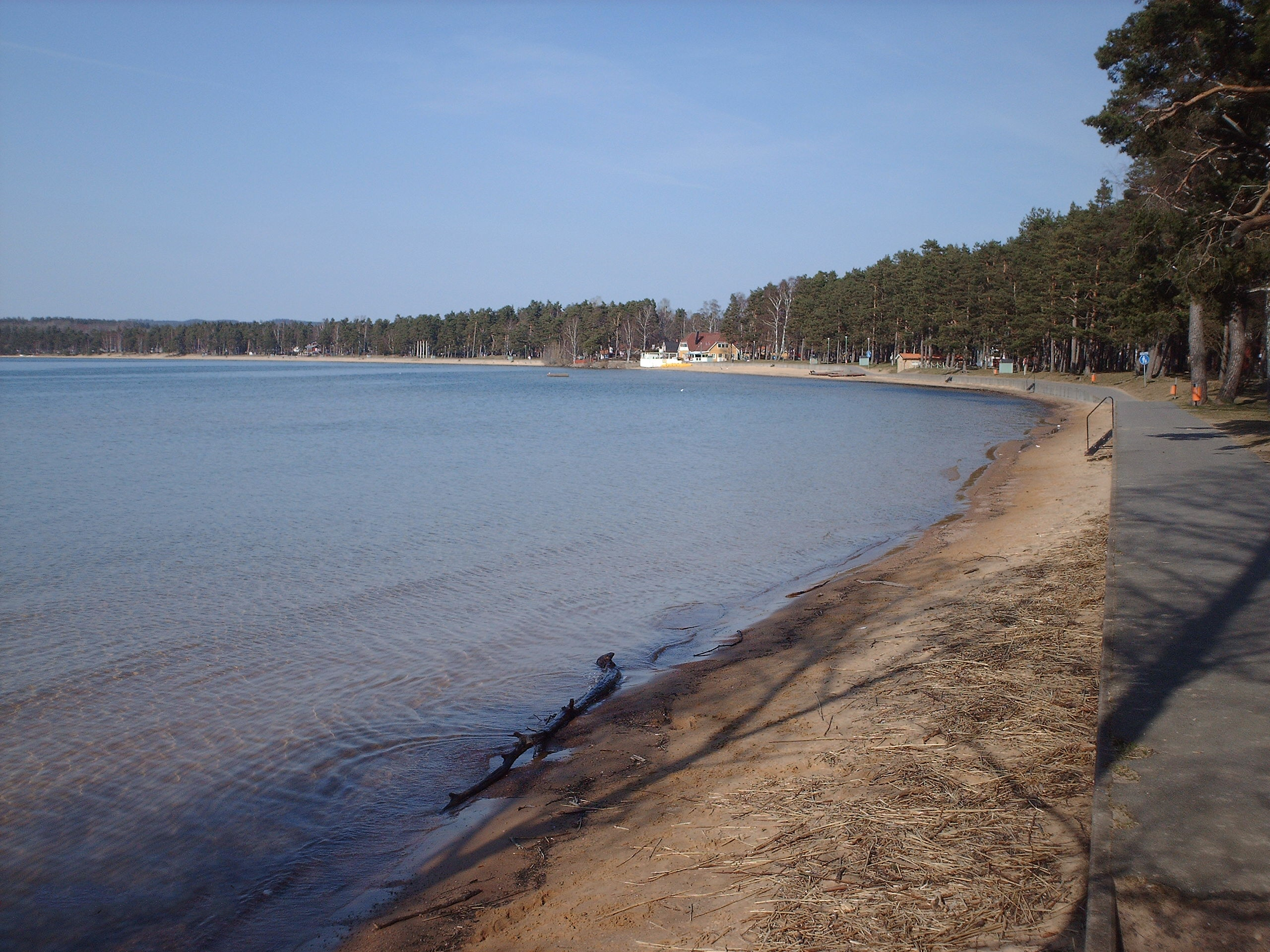
Varamon, våren 2007

Varamon eller Varamobaden är ett bad vid Vättern i Motala, Östergötland, och är Nordens största insjöbad. Den naturliga stranden är en halvmil lång. Namnet kommer från att det var en mo (sandjord med tall på) till Vara gård. 
Varamon är även namnet på hela det område som sträcker sig utmed stranden. Där finns ett flertal restauranger, nöjesplatser, minigolf, camping samt tennisbanor. Området började byggas ut som sommarstuguområde under 1900-talet och är idag även ett populärt bostadsområde. 

## Aktiviteter i området
Ett flertal surfklubbar finns aktiva kring stranden då Vättern ofta ger bra vindar för den som är intresserad av vind- och kitesurfing. Det går också bra att hyra kajak från ett stort kajakcenter (VätternKajak).

### Varamon Surfklubb
Varamon Surfklubb, tidigare Varamon Windsurfingklubb, har funnits i nära 40 år och är en av Sveriges äldsta surfklubbar.